# Múscul pectoral major
El múscul pectoral major (musculus pectoralis major) és un múscul superficial, pla, situat a la regió anterosuperior del tòrax. Dins de les seves funcions es poden trobar la rotació medial d'espatlla, flexió d'espatlla, extensió d'espatlla des de la flexió i adducció d'espatlla, sent aquesta última la seva funció principal. A més, per la disposició de les seves fibres, mitjançant una acció passiva pot realitzar una inspiració de forma accessòria, en aixecar els braços. El múscul es troba cobert pel teixit subcutani i la pell. En el cas de les dones, trobem immediatament anterior la glàndula mamària.

## Insercions, innervació i irrigació
S'origina en la meitat medial de la vora anterior de la clavícula, cara anterior de l'estèrnum, 6 primers cartílags costals i aponeurosi de l'oblic extern, per després inserir-se al llavi extern o lateral de la corredissa bicipital (també coneguda com a solc intertubercular) de l'os de l'húmer.
Està innervat pels nervis pectorals medial (C8 i D1) i lateral (C5, C6 i C7), que tenen origen al plexe braquial. La pell que recobreix aquest múscul està innervada per D2-D6.
La irrigació correspon a les artèries toracolumbar i axil·lar, ambdues provinents de l'artèria subclàvia.

## Funcions
El pectoral major té quatre accions que són els principals responsables de moviment de l'articulació de l'espatlla.
- La flexió de l'húmer, com en el llançament de la pilota un braç lateral pilota, i quan aixequem un nen.
- L'adducció de l'húmer, com quan l'aleteig dels braços.
- Moviment medial de l'húmer, com passa quan es fa un pols.
- El pectoral major és també responsable de mantenir el braç unit al tronc del cos.[2][3]

Té dues parts diferents que són responsables de les diferents accions. La part clavicular és a prop del múscul deltoide i contribueix a la flexió, adducció horitzontal i rotació interna de l'húmer. Quan en un angle d'uns 110 graus, contribueix a l'abducció de l'húmer. La part esternocostal és antagònica de la part clavicular i contribueix al moviment cap avall i cap endavant del braç i la rotació cap a dins quan s'acompanya d'adducció. Les fibres esternals també poden contribuir a l'extensió, però no més enllà de la posició anatòmica.

## Imatges

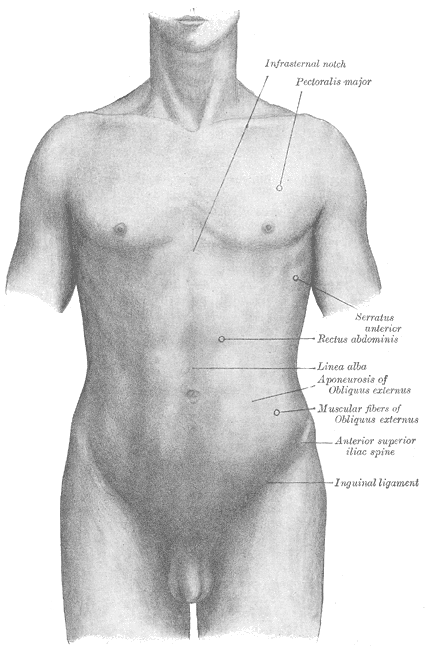
Anatomia de la superfície de la part frontal del tòrax i l'abdomen.
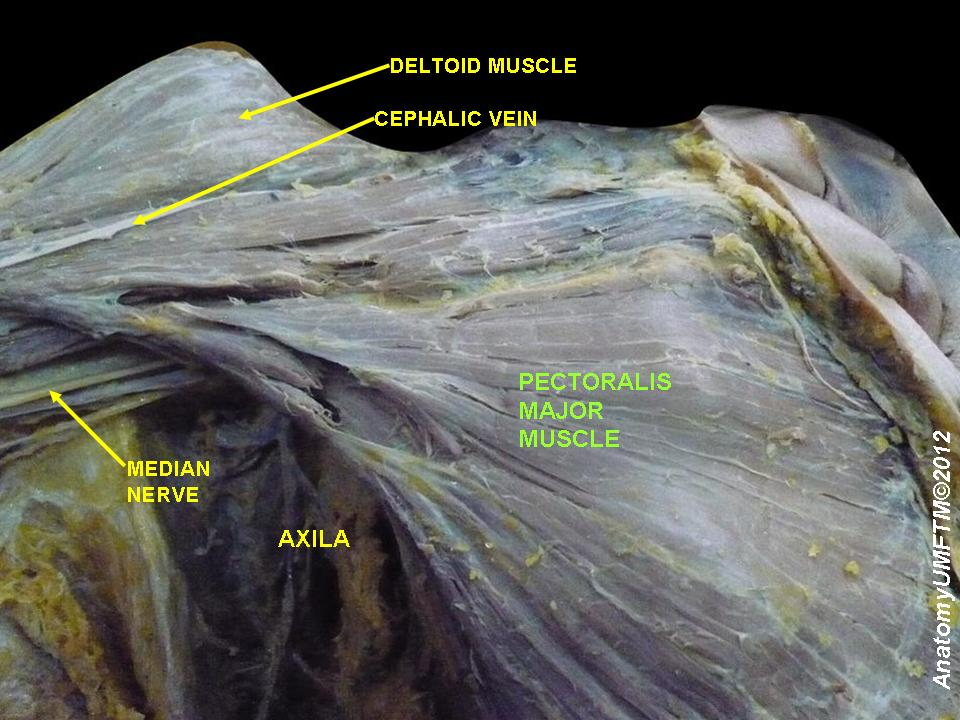
Múscul pectoral major.
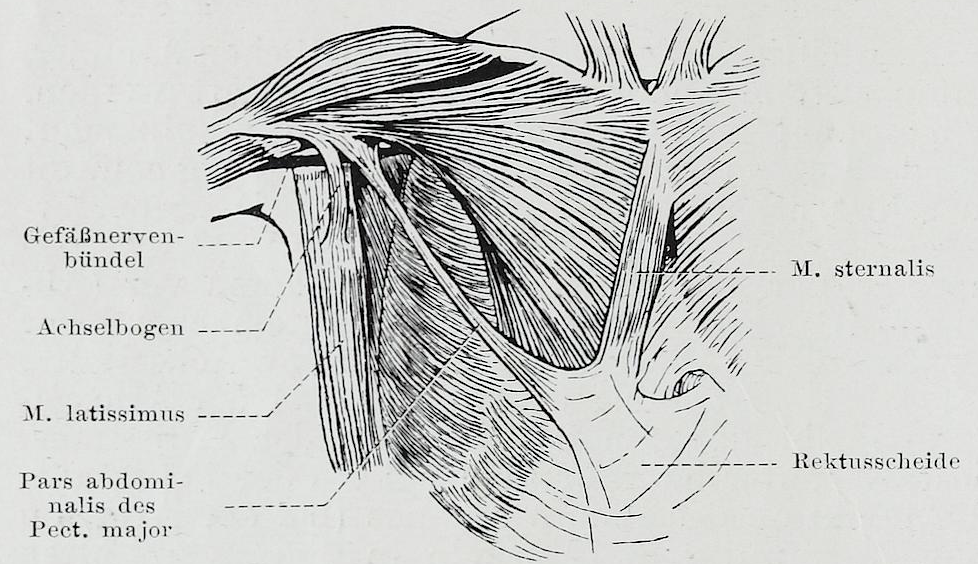
Variació anatòmica d'un individu amb una porció abdominal del pectoral major, i un múscul esternal accessori.

- Insercions musculars (origen)

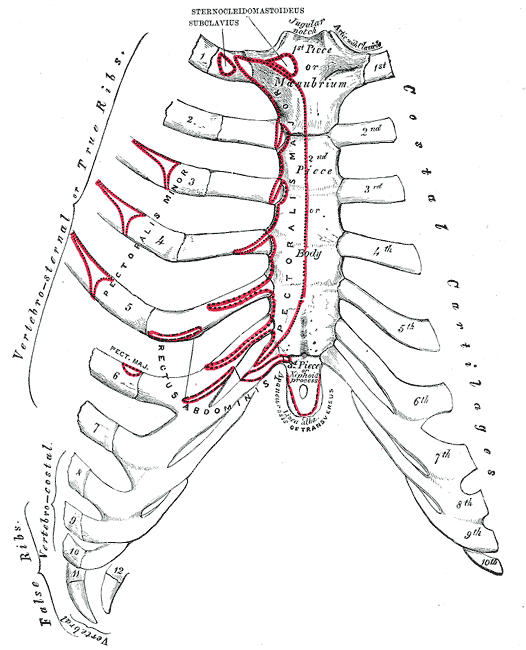
Superfície anterior de l'estern i cartílags costals.
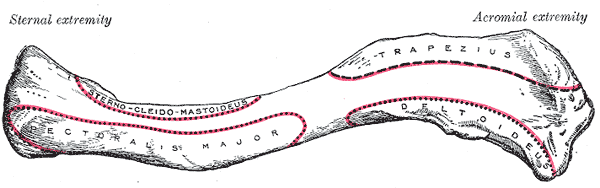
Superfície superior de la clavícula esquerra.
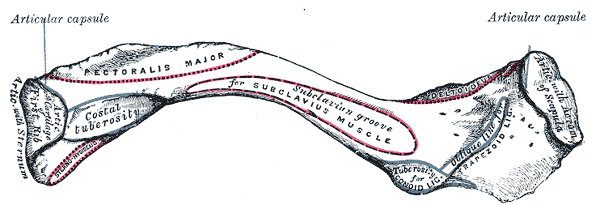
Superfície inferior de la clavícula esquerra.
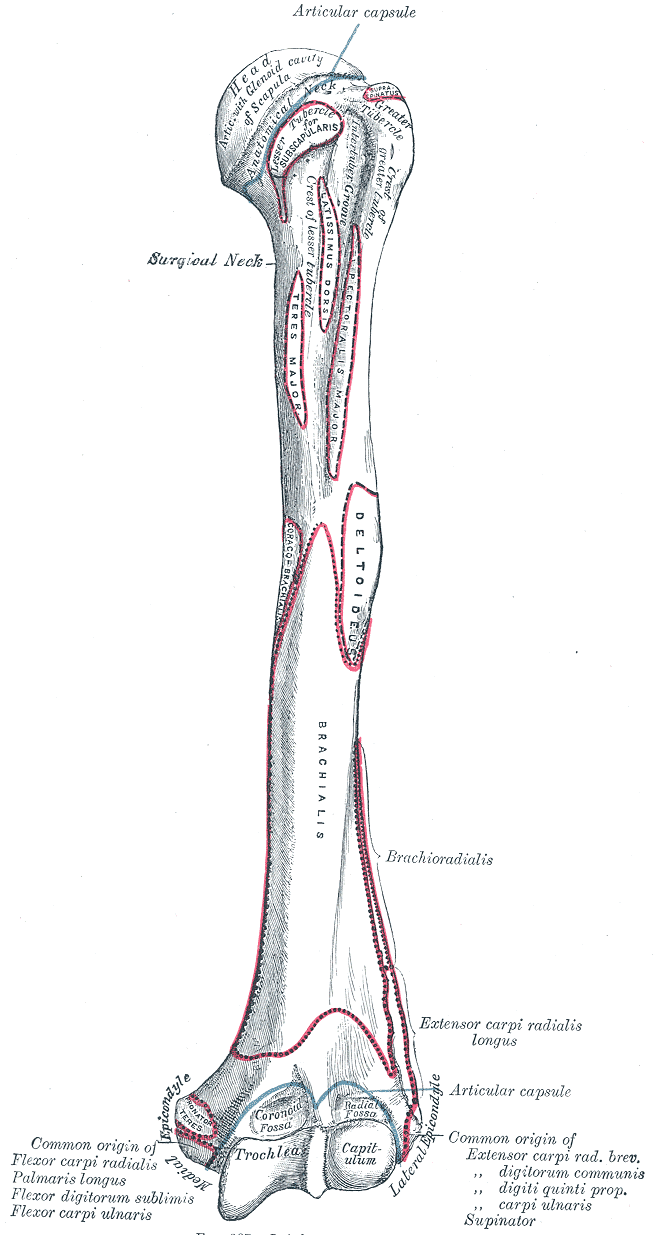
Vista anterior de l'húmer esquerra.

- Irrigació i innervació.

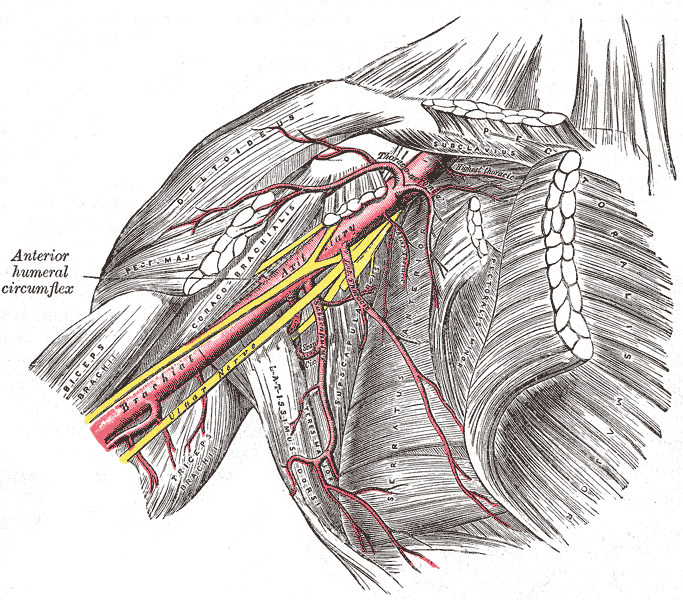
L'artèria axil·lar i les seves branques.
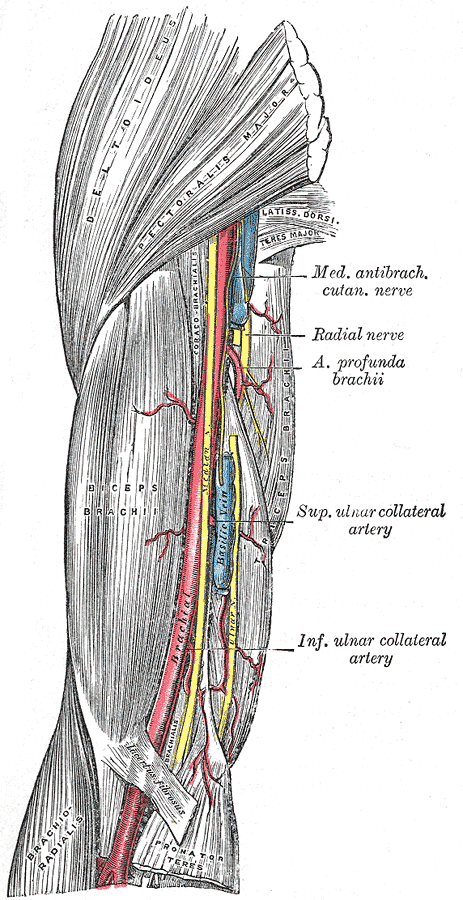
L'artèria braquial.
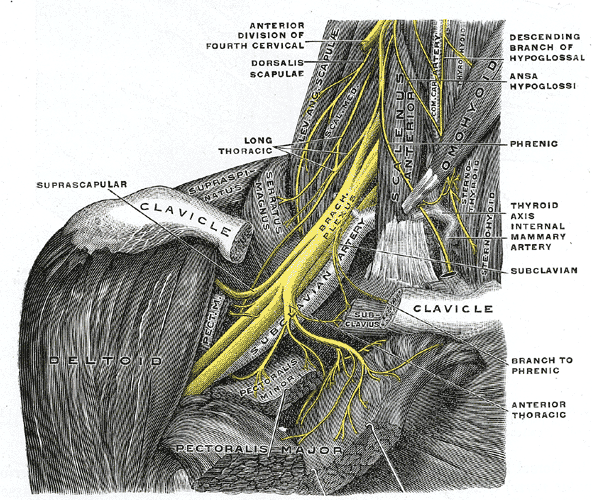
Vist frontal del plexe braquial dret i les branques curtes.
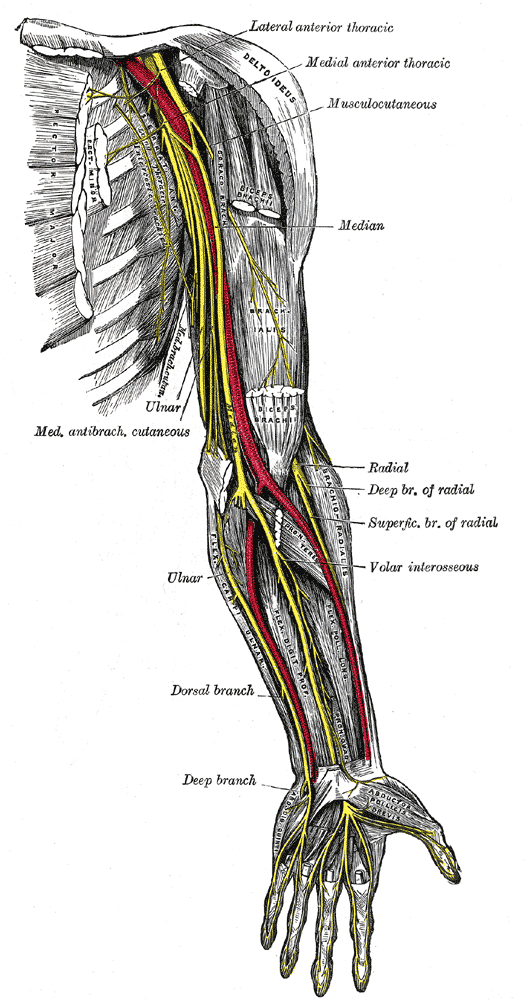
Nervis de l'extremitat superior esquerra.